# Колонна станція мілкого закладення

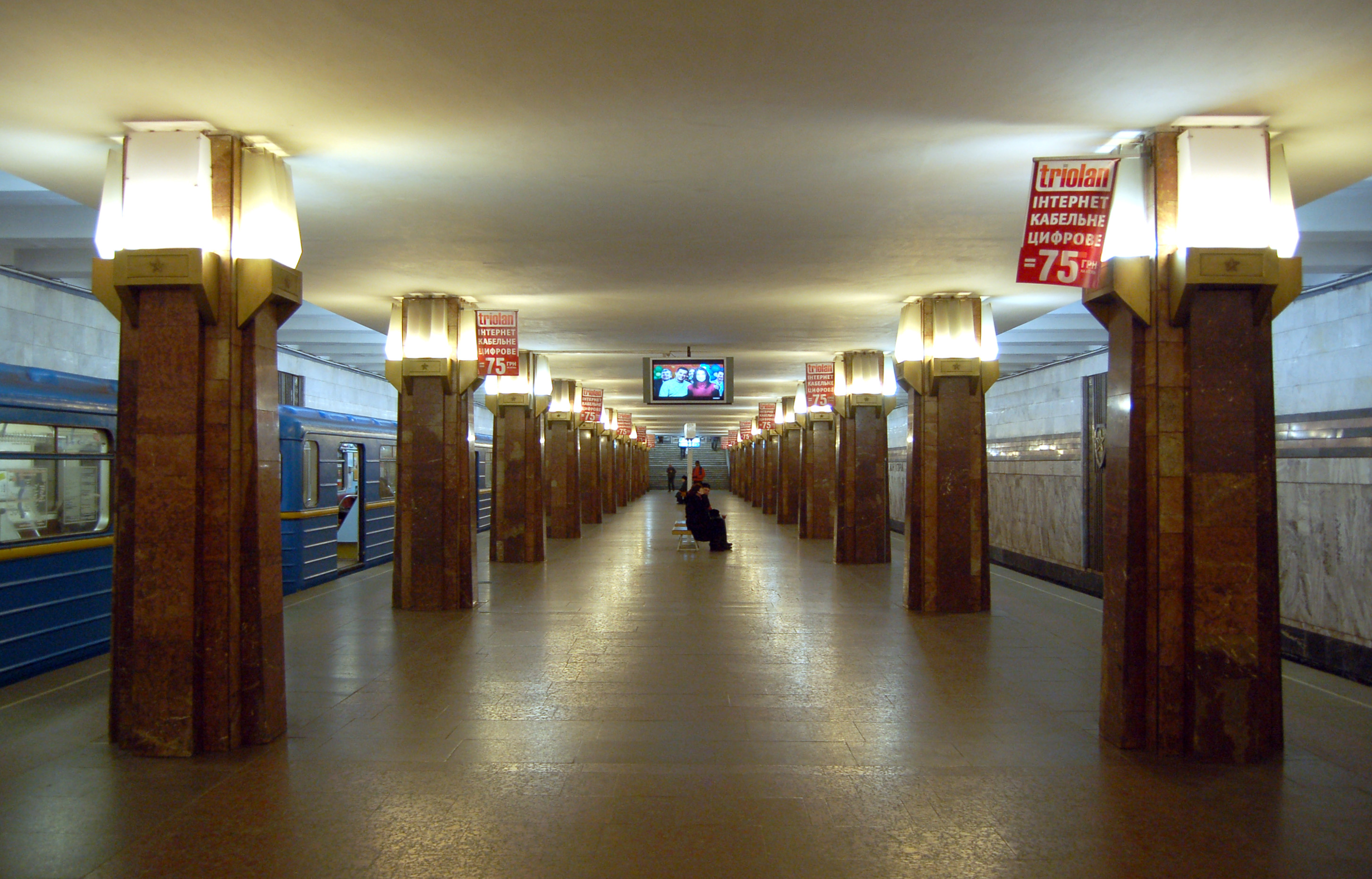
Станція метро «Героїв Дніпра» Київського метрополітену

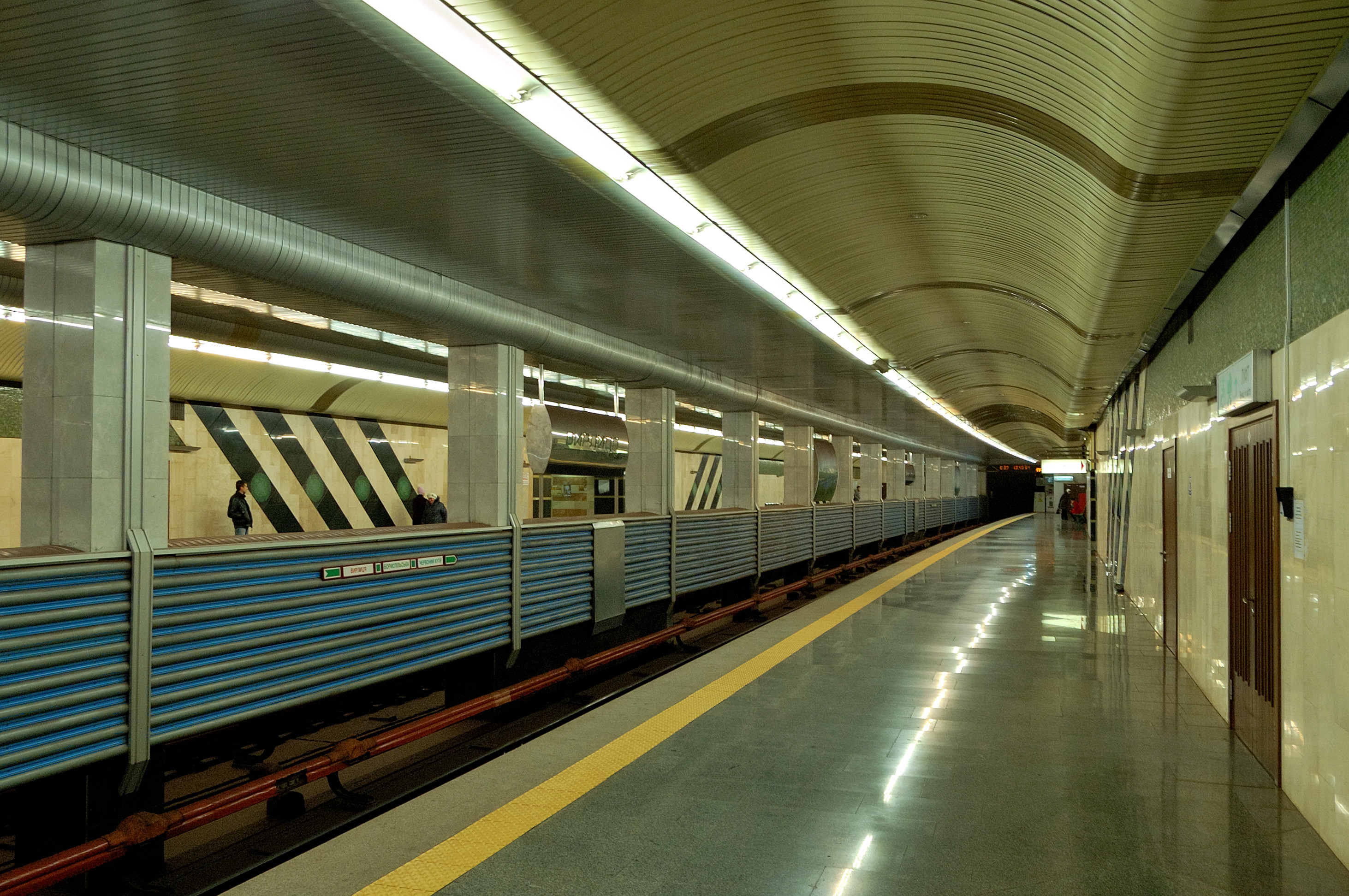
Станція метро «Вирлиця» Київського метрополітену

Колонна станція мілкого закладення — один з різновидів станції метрополітену.
Особливість колонної станції — наявність додаткових опор перекриття: металевих або залізобетонних колон, розташованих паралельно подовжньої осі станції.
Відрізняються двопрогінні (з одним рядом колон), трипрогінні (з двома рядами колон) і багатопрогінні станції. Типова колонна станція мілкого закладення в колишньому СРСР — трипрогінна, зі збірного залізобетону, має довжину від 102 до 164 метрів і крок колон від 4 до 6 метрів. Такий тип станцій у народі прозвали «сороконіжка» — за кількістю колон.
Перші колонні станції мілкого закладення в Москві (тоді не зі збірного, а з монолітного залізобетону) з'явилися в 1935 році на першій черзі метро: двопрогінна «Красносільська», чотирипрогінна «Ім. Комінтерну» і трипрогінні «Сокольники», «Комсомольська», «Палац Рад», «Парк культури», «Арбатська» і «Смоленська». А першою станцією-«сороканіжкою» зі збірного залізобетону в Москві стала станція «Первомайська».
Крім типових станцій, є станції, побудовані за спеціальними проєктами. Наприклад, один із прогонів перекриття замінили на монолітне склепіння («Московська» в Самарі, «Сибірська» в Новосибірську). В окремих випадках колонаду може бути замінено тримальною стіною. Таку двозальну багатопрогінну станцію «Каширську» було споруджено задля зручної кросплатформової пересадки. Останнім часом з'являються також станції не зі збірного, а з монолітного залізобетону («Площа Тукая» в Казані).
Типова колонна станція мілкого закладення має два вестибюлі з обох торців станції, що найчастіше переходять у підземні переходи.
Для багатьох закордонних метрополітенів типовою колоною станцією є двопрогінна станція з металевими колонами (Нью-Йорк, Берлін тощо).
Також розповсюдженим типом колонної станції мілкого закладення є дворівнева станція з розподільчим залом — конкорсом. У цій станції виходи з підвуличних переходів ведуть у конкорс на верхньому рівні, який заміняє собою вестибюлі, звідки вже пасажири спускаються на платформу станції. Типові дворівневі станції з конкорсом є в Гонконзькому метрополітені. На кшталт цього є станція й в Україні: «Метробудівників» у Харкові.
У Київському метрополітені до цього типу відносяться такі станції: «Славутич», «Позняки», «Берестейська», «Нивки», «Святошин» тощо.

## Ресурси Інтернету
- Енциклопедія нашого транспорту [Архівовано 5 листопада 2021 у Wayback Machine.]